# Siccia stictica
Siccia stictica là một loài bướm đêm thuộc phân họ Arctiinae, họ Erebidae.